# Carlowrightia texana
Carlowrightia texana är en akantusväxtart som beskrevs av J. Henrickson och T.F. Daniel. Carlowrightia texana ingår i släktet Carlowrightia och familjen akantusväxter. Inga underarter finns listade i Catalogue of Life.